# Otto Peltzer
Otto Paul Eberhard Peltzer (* 8. März 1900 auf Gut Ellernbrook in Drage; † 11. August 1970 in Eutin) war ein deutscher Leichtathlet, der vor allem als Mittelstreckenläufer erfolgreich war. Davon abgesehen betätigte er sich als Journalist, Eugeniker, Lehrer und Trainer.
Peltzers Läuferkarriere begann 1920. 1922 wurde er erstmals Deutscher Meister, bis 1934 folgten weitere 14 Titel. Sein bestes internationales Resultat war ein vierter Rang bei den Olympischen Spielen 1932 in Los Angeles. Insgesamt stellte Peltzer vier Weltrekorde auf. Selbst „Rassenhygieniker“ und bis 1935 Angehöriger der nationalsozialistischen SS, wurde er in jenem Jahr wegen seiner Homosexualität und Kindesmissbrauchs von der NS-Justiz verhaftet und verurteilt, woraufhin er 1938 nach Schweden und Finnland emigrierte. 1940 wurde ihm seine deutsche Staatsbürgerschaft entzogen. Nach seiner Auslieferung nach Deutschland wurde er von 1941 bis Kriegsende als Zwangsarbeiter im KZ Mauthausen und Ebensee eingesetzt. Er überlebte im KZ Mauthausen eine Operation des berüchtigten SS-Arztes Aribert Heim. Im Nachkriegsdeutschland blieb er ausgegrenzt. Ab 1959 widmete sich Peltzer als Nationaltrainer dem Nachwuchssport in der indischen Leichtathletik. 1967 kehrte Peltzer nach Deutschland zurück, wo er 1970 an den Folgen eines Herzanfalls verstarb.

## Familie und Persönliches
Otto Peltzer wurde am 8. März 1900 im schleswig-holsteinischen Drage auf dem Gut Ellernbrook als Sohn des Gutsbesitzers Paul Peltzer und dessen Frau Elly, geb. Radbruch geboren. Er hatte einen Bruder und zwei Schwestern. Die Familie starb beim Einmarsch der Roten Armee im späteren Wohnort der Peltzers in Köselitz im Frühjahr 1945. Trotz seiner homosexuellen Neigungen war Peltzer verlobt. Über seine Beziehung zu Gerda May, die kinderlos blieb, ist nichts bekannt.
Peltzer wirkte schwächlich und galt als krankheitsanfällig. Bei Wettkämpfen sonderte er sich stets vom Team ab. Bei seinen Mannschaftskameraden galt er wegen derartiger Eigenarten als verrückt. Den Spitznamen „Otto der Seltsame“ prägte 1925 der Hürdenläufer Heinrich Troßbach in einem Zeitungsartikel.

## Kindheit und Jugend
Peltzer erkrankte in jungen Jahren an Kinderlähmung. Als Folge hiervon litt er zeitlebens an einer linksseitigen Verkürzung seiner Extremitäten und Rheumatismus. Zeitweise war er auf einen Rollstuhl angewiesen. Er verbrachte geraume Zeit bei seinem Großvater in Krefeld, wo er eine Privatschule und ein Realgymnasium besuchte. Ab 1913 wurde er an der Oberrealschule in Stargard unterrichtet, die er mit der Oberprima abschloss. Nach Ausbruch des Ersten Weltkriegs trat er der Jugendwehr bei. Dort lief er erstmals auf Zeit und als 17-Jähriger übersprang er im Weitsprung die 6-Meter-Marke. Im Sommer 1918 trat er als Kriegsfreiwilliger und Fahnenjunker in das Grenadier-Regiment „König Friedrich Wilhelm IV.“ (1. Pommersches) Nr. 2 ein. Die Ausbildung erfolgte auf der Fähnrichsschule in Berlin. Sein anschließendes Abitur legte Peltzer als Jahrgangsbester an der Stettiner Bismarck-Oberrealschule ab. Während dieser Zeit und danach war er Mitglied der Jugendbewegung. In dieser verschrieb er sich der Leichtathletik.

## Sportliche Karriere

### 1920–1924: Anfänge und Aufstieg
1920 wurde Peltzer Mitglied im SC Preußen Stettin. Für diesen Verein wurde er in diesem Frühjahr Pommernmeister und siegte über die 400- und 1500-Meter-Distanz bei den Baltenmeisterschaften in Danzig. Bei den anschließenden Deutschen Leichtathletik-Meisterschaften in Dresden schied er in den Vorläufen zum 800- und 1500-Meter-Lauf aus. Beruflich sollte Peltzer nach dem Willen der Eltern Ingenieur werden. Doch die Stelle als Volontär bei den Stettiner Vulcan Werken war nichts für ihn. Stattdessen studierte er ab Herbst 1920 in Jena, München und Berlin Rechts- und Staatswissenschaft. Am 29. Mai 1921 schlug er in Berlin-Neukölln den amtierenden Rekordhalter über die 400 Meter Hürden Gerhard von Massow, wofür er die Startberechtigung zum 1. Internationalen Stadion-Sportfest erhielt, das am 3. Juli im Grunewald-Stadion stattfand. Im dortigen 800-Meter-Lauf wurde er Dritter.
Während seiner Berliner Studienzeit wurde Peltzer Mitglied im Verein Deutscher Studenten Berlin und besuchte mehrfach die Deutsche Hochschule für Leibesübungen. Dort bekam er Kontakt zu seinem späteren Betreuer Martin Brustmann. Neben seinem Studium verdiente er Geld als Mitgründer und Redakteur der Jugendzeitschrift Reichswacht, die später insolvent ging. Das Blatt stand dem Bund zur Erhaltung und Mehrung der deutschen Volkskraft nahe, der die Grundsätze der Rassenhygiene auf Basis der Eugenik vertrat. 1922 gewann Peltzer bei den Deutschen Kampfspielen den 800-Meter-Lauf. Im selben Jahr kurz darauf wurde er bei den Deutschen Leichtathletik-Meisterschaften in Duisburg Deutscher Meister im 1500-Meter-Lauf. Ferner egalisierte er die deutschen Rekorde im 500- und 1000-Meter-Lauf. Sportlicher Höhepunkt 1923 waren die Göteborg-Spiele, die als Generalprobe zu den Olympischen Spielen 1924 galten. Dort hoffte Peltzer, der mittlerweile als Reporter für die Ostsee-Zeitung tätig war, gegen Paavo Nurmi antreten zu dürfen. Im 800-Meter-Lauf stürzte er, und über die 1500-Meter-Distanz wurde er hinter Edvin Wide Zweiter. Seine Hoffnung auf die Olympiateilnahme wurde zerstört, als Deutschland nach 1920 abermals von den Spielen ausgeschlossen wurde. Dass Peltzer dort um vordere Plätze hätte mitkämpfen können, bewies er bei dem nach den Spielen stattfindenden Länderkampf Deutschland gegen die Schweiz in Düsseldorf. In dem ausgetragenen 800-Meter-Lauf bezwang er den Silbermedaillengewinner Paul Martin und über die 1500-Meter-Distanz Willy Schärer, ebenfalls Olympiazweiter. Darüber hinaus wurde er 1923 und 1924 vierfacher Deutscher Meister im 800- und 1500-Meter-Lauf.

### 1925–1932: Karrierehöhepunkt

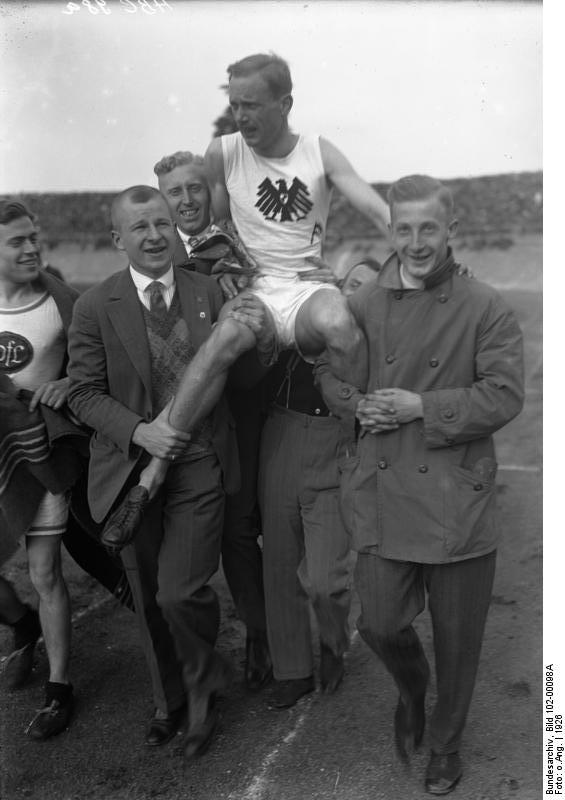
Peltzer am 11. September 1926 nach seinem Weltrekordlauf über 1500 Meter in Berlin

1925 promovierte Peltzer zum Thema „Das Verhältnis der Sozialpolitik zur Rassenhygiene“. In seiner Dissertation stellte er sich hinter die Grundsätze der Eugenik und vertrat die Abschaffung des § 218 StGB. Zwangsmaßnahmen gegen „Entartete“ lehnte er ab. Stattdessen sollten Verbrecher und Geisteskranke zwangssterilisiert werden. „Asoziale“ und schwer entartete Personen sollten von der übrigen Gesellschaft getrennt und in Arbeitskolonien eingesetzt werden. Mit derartigen Veröffentlichungen bereiteten die Vertreter der Eugenik, zu denen Peltzer zählte, den Boden für den späteren Vollzug der Euthanasieprogramme in Hitlerdeutschland. Seine Arbeit wurde mit summa cum laude bewertet. Auf sportlicher Ebene wurde Peltzer zweifacher Deutscher Meister im 800- und 1500-Meter-Lauf. Daneben stellte er über die 500- und 800-Meter-Distanz neue deutsche Rekorde auf.
1926 stieg Peltzer in die internationale Läuferelite auf. Im Juni lief er in Budapest gegen László Barsi im 500-Meter-Lauf mit einer Zeit von 1:03,6 min Weltrekord. Nur einen Monat später bezwang Peltzer, der ab Herbst 1926 eine Stelle als Lehrkraft an der Freien Schulgemeinde Wickersdorf annehmen sollte, bei den englischen Meisterschaften über 880 Yards Olympiasieger Douglas Lowe mit 1:51,6 min, ebenfalls in neuer Weltbestleistung. Dem folgte am 11. September mit einem Sieg über Nurmi im 1500-Meter-Lauf (3:51,0 min) Weltrekord Nummer drei. Hierfür erhielt Peltzer neben zahlreichen Ehrungen einen Werbevertrag mit der Kaffeerösterei Kathreiner. Darüber hinaus wurde er bei den Deutschen Leichtathletik-Meisterschaften in Leipzig viermaliger Deutscher Meister und hatte genauso viele nationale Rekorde gebrochen. Ebenfalls im gleichen Jahr erschien seine Publikation Vergangenheit und Zukunft der deutschen Leichtathletik auf dem Buchmarkt. Peltzers Dominanz führte bei einigen französischen Athleten zu Zweifeln an seinem Amateurstatus, was wiederum eine Untersuchung des Deutschen Sportbundes nach sich zog. Die gegen ihn erhobenen Vorwürfe, u. a. die Entgegennahme von riesigen Honorarsummen, ließen sich nicht bekräftigen und blieben ohne Konsequenzen. 1927 wurde er abermals Deutscher Meister und lief am 18. September gegen Séra Martin mit 2:25,8 min im Stade de Colombes über 1000 Meter zu seinem vierten Weltrekord.
Im Winter 1927/28 unternahm Peltzer eine Studienreise in die Vereinigten Staaten von Amerika. Es folgten Einladungen des New Yorkers Bürgermeisters Jimmy Walker und des US-Präsidenten Calvin Coolidge in das Weiße Haus nach Washington. Wieder zurück in Deutschland, zog sich Peltzer bei einem Feldhandballspiel einen Mittelfußbruch zu. Den hierdurch entstandenen Trainingsrückstand konnte er weder bei den Deutschen Leichtathletik-Meisterschaften 1928 noch bei den Olympischen Spielen in Amsterdam wettmachen. So scheiterte er im dortigen Halbfinale des 800-Meter-Laufes, wobei er auch noch in Ungnade der anwesenden deutschen Sportfunktionäre und seiner Mannschaft fiel, als er nach dem Zieleinlauf völlig erschöpft zusammenbrach. Auch im fünften Vorlauf auf der 1500-Meter-Distanz schied er vorzeitig aus.

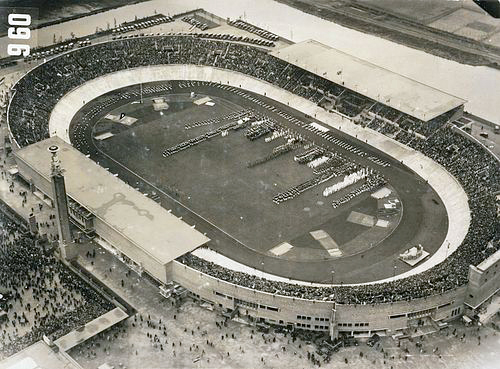
Das Amsterdamer Olympiastadion im Jahr 1928

Der olympische Misserfolg führte zu einer schleichenden Abwendung der deutschen Sportfunktionäre von Peltzer. Bei den Leichtathletik-Meisterschaften 1929 in Breslau kam es dann im 800-Meter-Finale zum Skandal, als Fredy Müller trotz gegenteiligem Zielfoto zum Sieger erklärt wurde. Damit stiegen die Animositäten zwischen Peltzer und dem Deutschen Sportbund weiter an. Anfang Oktober nahm Peltzer am Länderkampf gegen Japan in Tokio teil, wo er mit seinen Ergebnissen die Kritiker besänftigen konnte. Von Kobe aus reiste er dann Ende Oktober 1929 über China weiter nach Australien und Neuseeland. Dort wurde er am 25. Januar 1930 australischer Meister über 880 Yards. Einen weiteren Sieg erreichte er mit der Staffel über 440 Yards im neuseeländischen Wellington. Noch bevor er im Juni wieder in Deutschland eintreffen sollte, erhob der DSB neue Anschuldigungen gegen ihn. Hierbei handelte es sich unter anderem um die Wettbewerbsmeldung seines Zöglings Gerhard Obermüller unter falschem Namen. Als Folge wurde Peltzer von den Deutschen Leichtathletik-Meisterschaften 1930 ausgeschlossen. Die Anschuldigungen blieben im Ergebnis haltlos.
Nach der Zurücknahme seiner Suspendierung wurde Peltzer 1931 und 1932 über die 800-Meter-Distanz Deutscher Meister. Zu diesem Zeitpunkt gewannen die Nationalsozialisten in Thüringen stark an Einfluss. Unter ihrem Ministerpräsidenten Fritz Sauckel wurde das Schulsystem neu geordnet und arisiert, wodurch unter anderem alle Pädagogen ohne staatlich anerkanntes Lehrexamen ihre Lehrerlaubnis verloren, so auch Peltzer, der sich zu diesem Zeitpunkt als Mannschaftskapitän auf der Reise zu den Olympischen Spielen nach Los Angeles befand. Auf der Reise kam es zu Auseinandersetzungen zwischen der Mannschaft und den mitgereisten Funktionären bezüglich Bevorzugungen und fehlenden Trainingsgelegenheiten. Als Peltzer in Los Angeles dann vorschlug, dass bei der Eröffnungsfeier nur aktive Sportler einmarschieren sollten, kam es mit dem Leiter des Olympiateams Carl Diem, der Peltzer gegenüber schon seit längerem eine Abneigung hegte, zum Bruch. Er schloss Peltzer von allen Wettkämpfen aus. Die Entscheidung wurde erst rückgängig gemacht, als die anderen Athleten mit Streik drohten. Peltzer wurde über die 800 Meter Neunter und scheiterte über 1500 Meter in der Vorrunde. In der 4-mal-400-Meter-Staffel kam er mit der Mannschaft auf den vierten Platz. Die deutsche Berichterstattung war dementsprechend vernichtend.

### 1933–1937: Ausgrenzung und Verhaftung

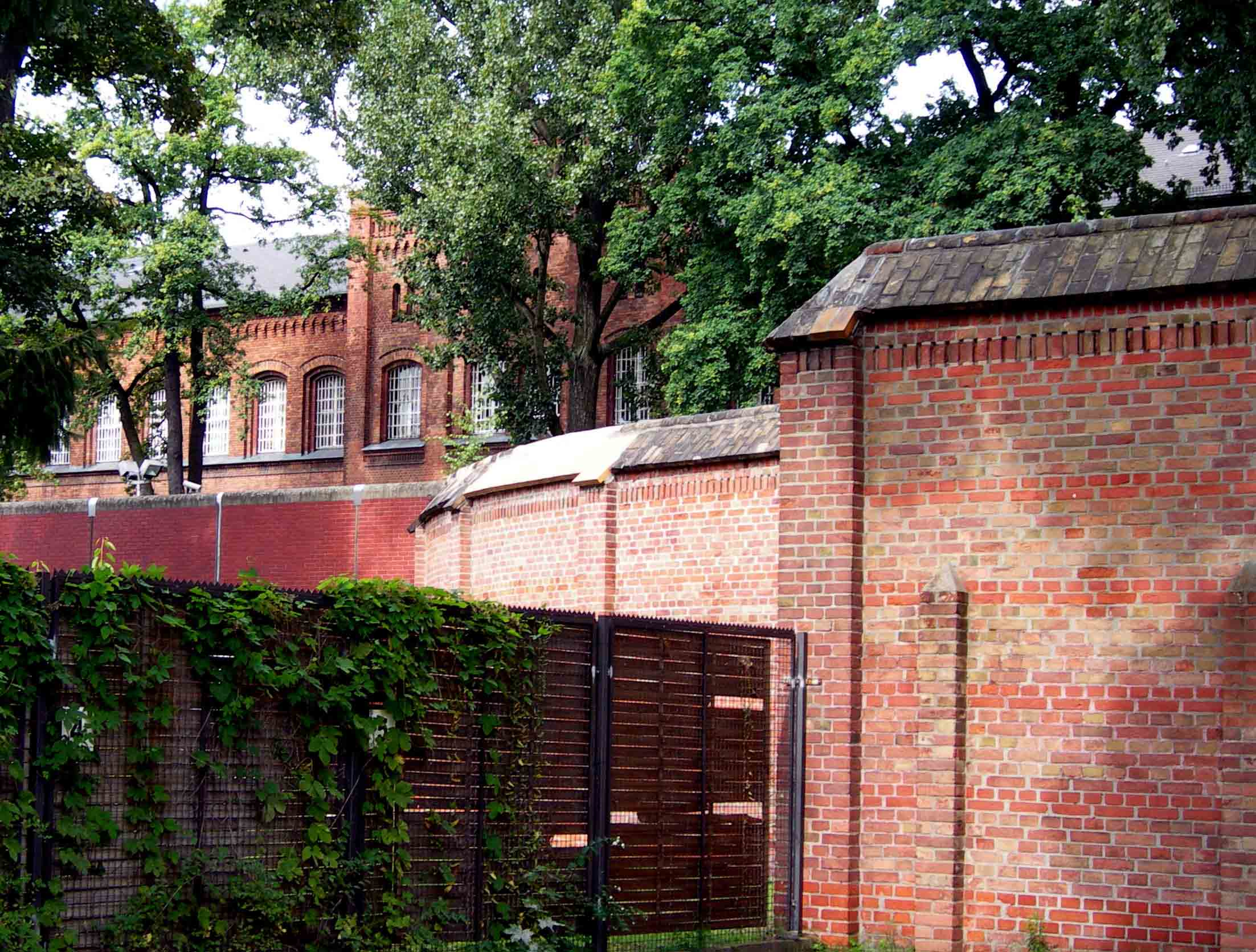
In der „Plötze“ verbüßte Peltzer seine Haftstrafe

Nach seiner Abberufung vom Lehramt wurde Peltzer von der Schulgemeinde Wickersdorf zur Schülerwerbung akquiriert. Zum 1. Mai 1933 trat er der NSDAP bei (Mitgliedsnummer 3.280.146), deren Mitgliedskarte er aber nicht erhielt, so dass eine Mitgliedschaft nicht rechtskräftig zustande kam. Im selben Jahr schloss er sich auch der SS an (SS-Nummer 75.534), aus der er am 8. Februar 1935 ausgeschlossen wurde. Bis zu diesem Zeitpunkt ließ sich Peltzer als Vortragsredner für das SS-Siedlungshauptamt anheuern und bot sich Baldur von Schirach an, um bei ihm seine Konzepte für die Gestaltung des Sports und der Jugenderziehung einbringen zu können. Selbst für den Posten als Reichssportkommissar sah er sich geeignet. Insbesondere erhoffte er sich durch die Annäherung an den Nationalsozialismus persönlichen und beruflichen Erfolg, was neben dem Rettungsversuch für Wickersdorf grundlegendes Motiv seiner opportunistischen Bestrebungen war. Eine Abkehr trat bei ihm erst mit der Erkenntnis ein, selbst Opfer des totalitären Staates geworden zu sein. Später bezeichnete er seine nationalsozialistische Umstellung als seinen größten taktischen Fehler. Mit Hans von Tschammer und Osten als neuem Reichssportführer beschleunigte sich Peltzers sportlicher Niedergang. Nach seinem sechsten Platz über die 800-Meter-Distanz bei den Deutschen Leichtathletik-Meisterschaften 1933 in Köln – Peltzer war durch Krankheit geschwächt – wurde er von Tschammer und Osten nicht für die Länderkämpfe gegen England und Frankreich nominiert.
Im Oktober 1933 zog Peltzer nach Berlin, wo er sich ab Juni 1934 dem Aufbau der Jugendabteilung im SC Teutonia 99 widmete. Bei den in diesem Jahr stattfindenden Deutschen Leichtathletik-Meisterschaften wurde er im 800-Meter-Lauf Deutscher Meister, wenngleich Tschammer und Osten jegliche Berichterstattung über Peltzers Erfolg verboten hatte. Trotz dieses Sieges wurde Peltzer nicht in den Kader für den Länderkampf gegen Schweden und die erste Austragung der Europameisterschaften in Turin aufgestellt, was Tschammer und Osten damit begründete, dass nur solche Athleten berücksichtigt werden könnten, die eine Gewähr für Erfolg bei den Olympischen Spielen 1936 in Berlin böten.
1934 verstärkte das NS-System die Strafverfolgung von Homosexuellen, woraufhin Peltzer im Sinne der durch die Nationalsozialisten geführten Ausmerze als „Volksschädling“ eingestuft und im Spätsommer 1934 von der Gestapo verhaftet wurde. Der Vorwurf lautete auf Verbrechen gegen § 175 (Homosexuelle Neigungen) und § 176 StGB (Sexueller Missbrauch von Kindern) an den ihm anvertrauten Schülern (siehe Kurzbiographien zu Arnold Ernst Fanck und Algirdas Savickis). Dank der Fürsprache Brustmanns kam er nach drei Wochen wieder frei. Am 16. März 1935 wurde er abermals auf Veranlassung von Tschammer und Osten verhaftet, der Peltzer durch einen weiteren Prozess endgültig auszuschalten gedachte. Die Vorwürfe lautete auf Massagen und Körpervermessungen im nackten Zustand, gemeinsames Baden sowie gegenseitige Onanie. Diese Vorwürfe waren fragwürdiger Natur. Entsprechende Zeugenaussagen waren widersprüchlich oder waren von der NS-Justiz erpresst. Das Landgericht Berlin verurteilte Peltzer, der aus Furcht vor Strafverschärfung auf eine Revision verzichtete, wegen Sittlichkeitsverbrechen zu einer Gesamtstrafe von einem Jahr und sechs Monaten. Er wurde in der Justizvollzugsanstalt Plötzensee inhaftiert. Die Folgen des Urteils überschatteten sein künftiges Leben in allen Lebensbereichen, da eine juristische Aufarbeitung und Überprüfung des Falles weder in NS-Zeiten noch später erfolgte.
Während der Haftzeit wurde Peltzer von der Münchner Universität der Doktorgrad entzogen, was auch im Nachkriegsdeutschland weiter bestehen blieb. Am 4. August 1936 wurde er, um der Welt im Zuge der Olympischen Spiele 1936 ein friedliches Deutschland zu suggerieren, aus der Haft entlassen. Peltzer nutzte dies, um in Schreiben an in- und ausländische Sportfreunde auf seine unrechtmäßige Verurteilung aufmerksam zu machen. Hierfür wurde er am 18. August zu einer Gesamtstrafe von einem Jahr und zehn Monaten verurteilt, die zur Bewährung ausgesetzt wurde. Peltzer befand sich seit seiner Haftentlassung im beruflichen und sozialen Abseits. Er durfte weder als Trainer noch als Sportjournalist arbeiten und schlug sich als Vertreter für Teppiche und Fußmatten durch. Nach einer erneuten Verschärfung des § 175 riet ihm Brustmann, Deutschland zu verlassen.

### 1938–1945: Flucht und Deportation

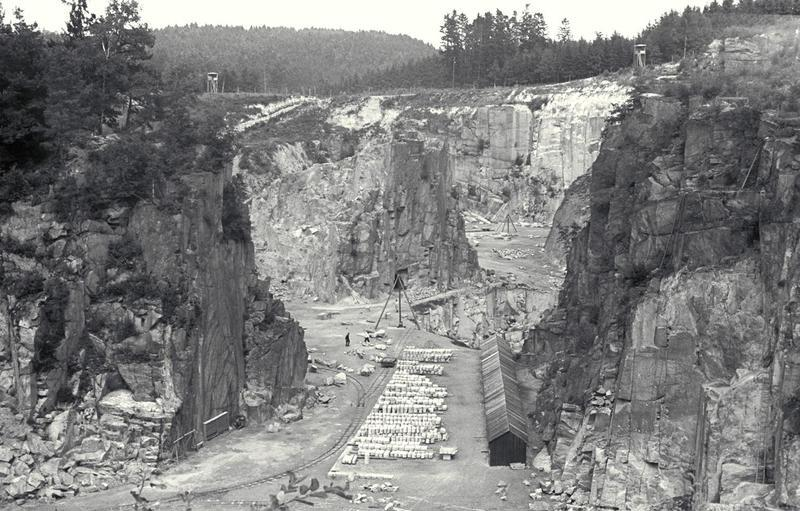
Der Steinbruch Wiener Graben im KZ-Mauthausen, wo Peltzer u. a. eingesetzt wurde

Ende August 1938 floh Peltzer nach Schweden. Die örtlichen Behörden billigten ihm jedoch nur eine Durchfahrtsgenehmigung zu, wodurch sich Peltzer gezwungen sah, weiter nach Helsinki zu reisen. Über Nurmi bekam er eine Anstellung am Finnischen Sportinstitut in Vierumäki. In dieser Zeit bewohnte er den im Hafen von Helsinki liegenden Dampfer Rügen. Nach angeblichen Defätismusäußerungen und einer homosexuell anmutenden Situation ordnete der Kapitän des Schiffes wenige Tage vor Ausbruch des Zweiten Weltkrieges die Verhaftung Peltzers an, der sich dieser durch Flucht nach Schweden entzog.
Dort erhielt er eine dreimonatige Aufenthaltsgenehmigung und war als Gastautor einer Sportzeitung tätig. Nach Verlängerung seiner Approbation arbeitete er als Trainer für Idrottsforening Linnéa Stockholm. Das Angebot von Tschammer und Osten, durch Frontbewährung Peltzers Rehabilitation herbeizuführen, lehnte er ab. Nach kritischen Veröffentlichungen wurde er Ende März 1940 aufgefordert, nach Deutschland zurückzukehren, was er verweigerte. Nach erneuter Versagung wurde ihm die deutsche Staatsbürgerschaft entzogen. Diese Haltung führte zu weiteren Diffamierungen Peltzers in der Presse durch hochrangige Vertreter des NS-Sports. Als er einen weiteren gegenüber dem deutschen Sport abwertenden Artikel veröffentlichte, beantragte das Auswärtige Amt über Reinhard Heydrich seine Auslieferung. Die schwedischen Behörden gaben ihm daraufhin zwei Wochen Zeit, das Land zu verlassen, was er am 10. Februar 1941 tat.
In Saßnitz angekommen, wurde Peltzer verhaftet, verhört und nach Berlin gebracht. Anschließend wurde er zur „politischen Umerziehung“ ins KZ Mauthausen überführt. Dort wurde er als Häftling mit der Nummer 2718 in der Kategorie 175 geführt und nach ersten Misshandlungen durch SS-Angehörige dem Baukommando zugeteilt. Später arbeitete er als Steinträger im „Wiener Graben“. Er überlebte eine Operation des berüchtigten SS-Arztes Aribert Heim. Ab Ende 1942 erfolgte seine weitere Verwendung in einer Strafkolonne des Steinbruchs, wo er weiteren Repressalien der Wärter ausgesetzt war. Anfang März 1944 wurde er ins KZ Ebensee verlegt, wo er für die Siemens-Bauunion zum Stollenbau missbraucht und später als Aufseher und Schreiber eingesetzt wurde. Im Frühjahr 1945 erfolgte seine Rückverlegung nach Mauthausen, wo er Anfang Mai 1945 die amerikanische Befreiung erlebte. Nach mehrmonatigem Hospitalaufenthalt, der Gewissheit über den Tod seiner Familie und dem Verlust all seiner persönlichen Habe schlug sich Peltzer nach Frankfurt am Main durch, wo er in einer ausgebombten Schule und später in einem ausgedienten Bunker Obdach fand. Auch sportlich trat er wieder in Erscheinung, als er Ende September einen 5000-Meter-Lauf gewann.

### 1946–1958: Demütigung und Neuanfang
1946 wurde Peltzer als Zeuge im Mauthausen-Hauptprozess gehört. Eine Belastung gegen Angehörige der SS-Wachmannschaften legte er nicht ab. Stattdessen dankte er aus persönlichen Motiven den Angeklagten Wilhelm Henkel und Erich Wasicky für ihre medizinische Hilfe ihm gegenüber. 1947 erschien sein Buch Sport und Erziehung. Gedanken über eine Neugestaltung, in dem er das „verkalkte [sportliche] System“ in Deutschland an den Pranger stellte. Das Buch traf aus diesem Grund bei den Sportfunktionären auf wenig Gegenliebe, zumal sich Peltzer darin uneingeschränkt hinter den englisch-amerikanischen Sport stellte. Zuvor hatte er bereits die Berufung Carl Diems zum Rektor der neu gegründeten Sporthochschule in Köln und anderer NS-belasteter Sportfunktionäre wie Woldemar Gerschler und Christian Busch heftig kritisiert. Aufgrund dieser gegenseitigen Antipathien scheiterten Peltzers Bemühungen, eine Hochschule für Sportlehrerausbildung zu gründen, genauso wie seine eingereichte Novellierung des Deutschen Sportabzeichens. In dieser Zeit schrieb er kurzfristig für den Sportteil der Rhein-Zeitung. Ab Frühjahr 1947 hielt er sich dann in der Schweiz in Zürich und in Montana im Wallis auf, wo er als Erzieher tätig war. Nach Ablauf seiner Aufenthaltsgenehmigung kehrte er im Sommer 1948 nach Frankfurt zurück.
Im Dezember 1949 wurde Peltzer Trainer des erfolgreichsten westdeutschen Leichtathletikvereins, des CSV 1910 Krefeld, was einen öffentlichen Sturm der Entrüstung nach sich zog, die auf seinen bekannten Stigmata beruhte. Als er etwas später in seiner Eigenschaft als Trainer den 400-Meter-Läufer Hans Geister von Hamborn für den CSV abwarb, wurde eine Untersuchung gegen Peltzer eingeleitet. In der Rechtsausschuss-Sitzung des DLV am 18. März 1950 wurde Peltzer wegen „Ziehens“ für sechs Monate gesperrt. Einen Monat später wurde in der Berufungsverhandlung dieses Urteil auf zwei Jahre erhöht, woraufhin der CSV Peltzer kündigte. Nach einem schweren Motorrad-Unfall im Oktober 1950, bei dem sich Peltzer u. a. einen Schädelbasisbruch zugezogen hatte, fand er Ende 1951 eine Anstellung in der chemisch-pharmazeutischen Fabrik Dr. August Wolff bei dem dort herausgegebenen Sportblatt Alcina-Sport-Dienst.
Im Sommer 1952 nahm Peltzer aufgrund einer Einladung Gerda Harbigs, der Witwe von Rudolf Harbig, an einer Leichtathletik-Veranstaltung im Leipziger Bruno-Plache-Stadion in der DDR teil, wo er eine Ehrenrunde absolvierte. Hierfür leitete der DLV eine erneute Untersuchung gegen ihn ein, die mit einem Freispruch endete. Als Peltzer an einer von der FDJ initiierten Veranstaltung in Dortmund, einer Friedrich-Jahn-Gedenkehrung, teilgenommen hatte und der ostdeutschen Friedensbewegung beigetreten war, galt er fortan als Kommunist und Verräter, woraufhin sein Arbeitgeber ihm fristlos kündigte. Verstärkt wurde dieser Vorwurf, als Peltzers biografischer Roman Umkämpftes Leben. Sportjahre zwischen Nurmi und Zatopek, an dem er seit 1953 gearbeitet hatte, 1955 im ostdeutschen Verlag der Nation erschien.
1956 nahm Peltzer als Pressevertreter an den Olympischen Spielen in Melbourne teil. Inoffiziell war dies eine Flucht vor einer sich anbahnenden neuen gerichtlichen Untersuchung gegen den in der BRD als vorbestrafter Sexualstraftäter geltenden Peltzer. In Australien bemühte er sich vergebens um eine Trainerstelle, woraufhin er weiter nach Indonesien, Pakistan – hier wurde er kurzfristig als Übungsleiter engagiert – und Indien reiste. Im November 1957 erhielt er vom iranischen Leichtathletikverband einen befristeten Trainervertrag, der jedoch durch Einwirken Diems über die örtliche deutsche Botschaft, die Peltzer weiter als Kommunisten und Homosexuellen diskreditierte, vorzeitig gelöst wurde. Peltzer reiste daraufhin ab April 1958 weiter nach Bagdad und Tokio zu den dortigen Asienspielen.

### 1959–1967: Indischer Vereins- und Nationaltrainer
Ab Juli 1959 hielt Peltzer Vorlesungen und Trainingskurse u. a. an der University of Delhi in Indien. Daraufhin informierte das Auswärtige Amt zwölf deutsche Botschaften, sechs Gesandtschaften und ein Generalkonsulat in 19 Ländern in Asien und Afrika, Peltzer bei seinen Reisen etwaige Unterstützungen auf das Nötigste zu beschränken. Inzwischen widmete er sich ganz dem Nachwuchs der indischen Leichtathletik. Er etablierte fehlende Strukturen und gab entscheidende Impulse im Trainings- und Wettkampfwesen und stieg so schließlich zum Leichtathletiknationaltrainer auf. Einer seiner Schützlinge war Milkha Singh. Dabei arbeitete Peltzer für ein Monatsgehalt von nur 533 Rupien (ca. 30 £) und hauste über Jahre hinweg in einem primitiven Bretterverschlag im Nationalstadion von Delhi. 1960 erschien sein siebtes und letztes Buch mit dem Titel Dr. Peltzer’s extract of modern athletic systems. Im Oktober 1962 gewann Indien dank Peltzers Training den Länderkampf gegen Deutschland.
Ab 1963 verschlechterte sich Peltzers Gesundheitszustand. In Mauthausen infolge Hunger zum Raucher geworden, litt er zunehmend unter Herzbeschwerden, die durch das subtropische Klima Indiens begünstigt wurden. Ferner überlastete ihn seine unermüdliche Arbeit mit den Athleten und Straßenkindern, die er täglich im Stadion trainierte. Letztere überführte Peltzer in den von ihm wenig später gegründeten Sportclub Olympic Youth Delhi (OYD), der heute zu seinem Gedenken den Namen Otto Peltzer Memorial Athletic Club trägt.

### 1967–1970: Rückkehr und Tod
Im Herbst 1967 erlitt Peltzer einen Herzanfall, woraufhin er im Dezember des gleichen Jahres nach Deutschland zurückkehrte. Nach einer längeren Genesungsphase trainierte er in Eutin wieder Leichtathleten. Am 11. August 1970 verstarb er während eines Abendsportfestes in unmittelbarer Nähe des Sportplatzes Waldeck an einem Herzinfarkt. Sein Tod stieß auf großes Medienecho und wohlwollende Nachrufe. Die Trauerfeierlichkeiten fanden in Hamburg statt. Zu den Kondolenzgästen zählte neben anderen Persönlichkeiten Vertreter der DLV und des CSV Marathon 1910 Krefeld. Max Schmeling sandte einen Trauerkranz.

## Rezeption

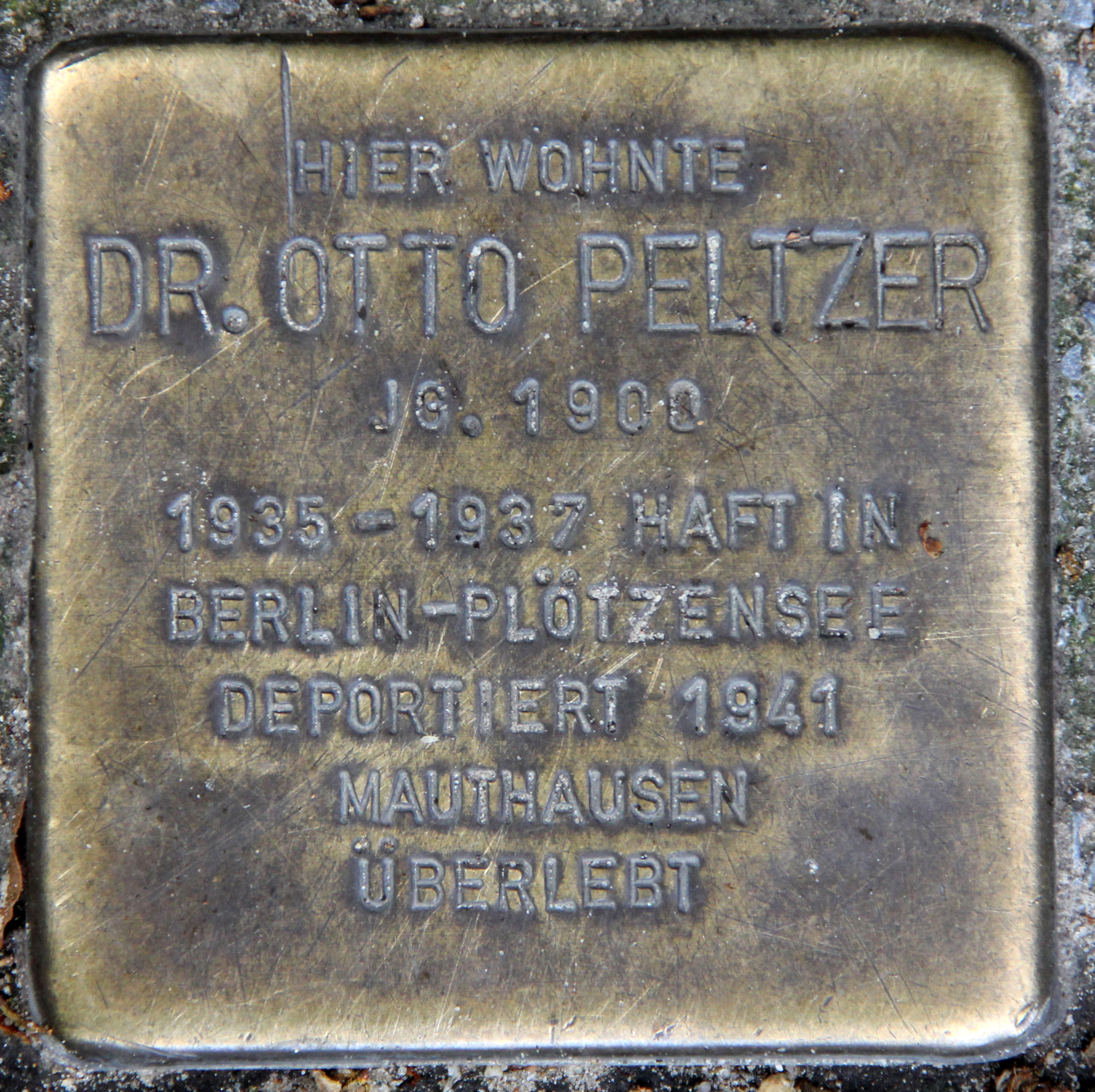
Stolperstein, Jahnstraße 2, in Berlin-Kreuzberg

Peltzer polarisierte. Er war in den zwanziger Jahren unstrittig der überragende deutsche Leichtathlet und wurde von breiten Schichten der Bevölkerung sowie seinen Kontrahenten im In- und Ausland verehrt. Andererseits eckte er durch sein unkonventionelles Verhalten bei den nationalen Sportfunktionären an, woraufhin er sukzessive auf Abneigung und Abgrenzung stieß. Sein Unglück im Nachkriegsdeutschland war es, dass ausgerechnet jene Sportfunktionäre wieder an die Schaltzentren der Macht gelangten, mit denen er schon vor 1945 aneinandergeraten war, weswegen er ausgegrenzt blieb. Peltzer verkörperte trotz Kritik an seiner Person und am NS-System nicht den Typus eines Widerstandskämpfers. Seine Wandlung vollzog sich erst mit der fortschreitenden Erkenntnis des herrschenden Unrechtssystems, die mit seiner Verhaftung und späteren Deportation ihren Höhepunkt fand.
In Gedenken an Peltzer wird in Madras seit 1970 der Dr. Otto Peltzer Cross Country Hill Race veranstaltet. 1999 stiftete der DLV ihm zu Ehren die Otto-Peltzer-Medaille. Die Aktion „Stolpersteine“ des Kölner Künstlers Gunter Demnig verlegte im Sommer 2008 eine Gedenktafel aus Messing im Straßenpflaster vor der ehemaligen Wohnung des Sportlers in der Jahnstraße 2 in Berlin-Kreuzberg. Der DLV übernahm die Patenschaft für diese Aktion, die von der Berliner Koordinierungsstelle der Aktion „Stolpersteine“ zusammen mit dem Kreuzbergmuseum organisiert worden war. In einer Feierstunde am 8. August 2008, dem Eröffnungstag der Olympischen Spiele in Peking, zeichneten der Ehrenpräsident des DLV, Theo Rous, und der Kölner Sporthistoriker Thomas Schnitzler das Schicksal des Athleten nach.

## Erfolge und Statistiken

### Weltrekorde
Otto Peltzer lief vier Weltrekorde, drei davon 1926.

| Distanz | Ort             | Datum         | Zeit       |
| ------- | --------------- | ------------- | ---------- |
| 500 m   | Budapest        | 6. Juni 1926  | 1:03,6 min |
| 880 yds | Stamford Bridge | 3. Juli 1926  | 1:51,6 min |
| 1000 m  | Colombes        | 18. Sep. 1927 | 2:25,8 min |
| 1500 m  | Berlin          | 11. Sep. 1926 | 3:51,0 min |

### Deutsche Rekorde
Von 1922 bis 1932 lief Peltzer 19 deutsche Rekorde.
| Distanz            | Ort             | Datum         | Zeit       |
| ------------------ | --------------- | ------------- | ---------- |
| 500 m              | München         | 6. Aug. 1922  | 1:05,7 min |
| 1000 m             | Stockholm       | 12. Sep. 1922 | 2:29,5 min |
| 1500 m             | Göteborg        | 15. Juli 1923 | 3:59,4 min |
| 2000 m             | Kopenhagen      | Juli 1923     | 5:28,3 min |
| 3 × 1000 m Staffel | München         | 29. Juli 1924 | 7:48,9 min |
| 800 m              | Stockholm       | 15. Juli 1925 | 1:52,8 min |
| 500 m              | Düsseldorf      | 6. Sep. 1925  | 1:05,3 min |
| 1500 m             | Berlin          | 24. Mai 1926  | 3:58,6 min |
| 500 m              | Budapest        | 6. Juni 1926  | 1:03,6 min |
| 880 yds/800 m      | Stamford Bridge | 3. Juli 1926  | 1:51,6 min |
| 400 m Hürden       | Leipzig         | 8. Aug. 1926  | 0:54,9 min |
| 1000 m             | Düsseldorf      | 5. Sep. 1926  | 2:29,3 min |
| 1500 m             | Berlin          | 11. Sep. 1926 | 3:51,0 min |
| 1000 m             | Hamburg         | 17. Okt. 1926 | 2:27,4 min |
| 400 m Hürden       | Berlin          | 17. Juli 1927 | 0:54,8 min |
| 400 m Hürden       | Dublin          | 11. Sep. 1927 | 0:54,4 min |
| 1000 m             | Colombes        | 18. Sep. 1927 | 2:25,8 min |
| 4 × 800 m Staffel  | Stamford Bridge | 24. Aug. 1929 | 7:44,8 min |
| 4 × 400 m Staffel  | Los Angeles     | 7. Aug. 1932  | 3:14,4 min |

### Olympische Spiele
Bei zwei Olympiateilnahmen erreichte Peltzer zusammen mit Jochen Büchner, Walter Nehb und Adolf Metzner bei den Olympischen Spielen 1932 in Los Angeles bei der 4-mal-400-Meter-Staffel mit einem 4. Platz sein bestes olympisches Ergebnis.
| Distanz           | Ort          | Datum         | Zeit       | Bemerkung                        |
| ----------------- | ------------ | ------------- | ---------- | -------------------------------- |
| 800 m             | Stadionbuurt | 30. Juli 1928 | 1:56,3 min | im 1. Zwischenlauf ausgeschieden |
| 1500 m            | Stadionbuurt | 1. Aug. 1928  | —          | im 5. Vorlauf ausgeschieden      |
| 800 m             | Los Angeles  | 2. Aug. 1932  | 1:55,0 min | 9. Platz im Finale               |
| 1500 m            | Los Angeles  | 4. Aug. 1932  | —          | im Vorlauf aufgegeben            |
| 4 × 400 m Staffel | Los Angeles  | 7. Aug. 1932  | 3:14,4 min | 4. Platz im Finale               |

## Anhang

### Schriften
- Otto Peltzer: Vergangenheit und Zukunft der deutschen Leichtathletik. Verlag der deutschen Sportbehörde für Leichtathletik, München 1925, DNB 577981579
- Otto Peltzer (Hrsg.): Das Trainingsbuch des Leichtathleten. Dick & Co, Stuttgart 1926, DNB 577980408
- Otto Peltzer (Hrsg.), Charles Hoff: Der Weg zum Erfolg. Ein sportliches Führerbuch. Oldenburg 1927, DNB 560780885
- Otto Peltzer: Sport. Ein Weg zu Freiheit und Kultur. Deutsche Verlagsanstalt, Stuttgart 1946, DNB 453729681
- Otto Peltzer: Sport und Erziehung. Gedanken über eine Neugestaltung. Verlag der Greif, Wiesbaden 1947, DNB 453729703
- Otto Peltzer: Umkämpftes Leben: Sportjahre zwischen Nurmi und Zatopek. Verlag der Nation, Berlin 1955, DNB 575627727
- Otto Peltzer: Dr. Peltzers Extract of Modern Athletic Systems. Navsari 1960